# Леонид Говоров
Леонѝд Алекса̀ндрович Го̀воров (на руски: Леонѝд Алекса̀ндрович Го̀воров) е изтъкнат съветски военачалник от Втората световна война, маршал (от 1944 г.), Герой на Съветския съюз, носител на много други отличия и награди.

## Ранни години
Роден е в с. Бутирки в централна Русия (дн. Кировска област), прекарва детството си в Елабуга, където завършва техническо училище. Записва корабостроителна специалност в Петроградския политехнически институт, но през декември 1916 г. се прехвърля в Константиновското артилерийско училище, което завършва на следващата година като офицер от артилерията. Служи в царската армия като младши офицер на отделна мортирна батарея край Томск, но с избухването на Октомврийската революция и разпадането на армията, през март 1918 г., Говоров се завръща у дома. През есента на същата година е мобилизиран в белогвардейската армия на Александър Колчак, откъдето обаче дезертира през октомври 1919 г., и заедно със своята част бяга към Томск, където участва във въстанието против белогвардейците. Макар че по-късно се записва доброволец в Червената армия, този епизод от живота му се използва срещу него.
По време на гражданската война служи (от 1920 г.) в дивизията на Василий Блюхер, която води битки с армията на Пьотр Врангел в Крим. Говоров е ранен на два пъти – в боевете край Каховка и Перекоп, и е награден с орден „Червено знаме“. В края на войната е командир на артилерийски дивизион. През 20-те и в началото на 30-те години заема различни длъжности в артилерията. През 1930 г., завършва висши академични курсове, а през 1933 г. – Военната академия „Фрунзе“. Говоров е един от основоположниците на Генералщабната академия на Червената армия през 1936 г., и също така е главнокомандващ на артилерията в Киевския военен окръг. През 1938 г. е назначен за тактически инструктор в Артилерийската академия „Дзержински“.

## Голямата чистка и боевете срещу финландците
При провеждането на Голямата чистка на Сталин, Говоров успява да избегне репресиите, въпреки че е участвал в белогвардейската армия на Колчак и е бивш подчинен на разстреляния през 1938 г. Василий Блюхер. Макар че е освободен от поста си и заплашен с арест, Леонид Александрович е спасен от намесата на маршал Ворошилов и формалния държавен глава Михаил Калинин.
С избухването на Зимната война с Финландия през 1939 г., Говоров е назначен за командир на артилерията на 7-а армия. Ръководи масираната артилерийска атака, която позволява на съветските войски да извършат пробива на линията Манерхайм“ на следващата година. За тези заслуги е награден с орден „Червена звезда“ и повишен в ранг командир на дивизия. Също така е назначен на поста заместник главен инспектор на артилерията на Червената армия.

## Великата Отечествена война
С нападението на Германия над СССР през юни 1941 г., Говоров е издигнат в командир на артилерията на Западния фронт, по време на битките в източна Полша и Беларус, и успява да привлече вниманието на маршал Жуков. Играе решителна роля в отбранителните сражения край Москва през декември (командва 5-а армия) и в съветските контраатаки през зимата на 1941 – 1942 г. В резултата на това е повишен в чин генерал-лейтенант от артилерията.
През април 1942 г. Говоров е назначен за главнокомандващ на войските в Ленинград (от юни 1942 до май 1945 г. – Ленинградски фронт), който е обсаден от немски и финландски войски. Опитът на генерала в позиционната война и в артилерията помага при постоянния обстрел на противника, и една от главните му задачи е контрабатарейната стрелба срещу германските оръдия. През януари 1943 г. командва силите на фронта в операция „Искра“ – временния пробив на блокадата на Ленинград и овладяването на Шлиселбург. През 1944 година командва в Ленинградско-Новгородската операция, както и провалилия се опит за настъпление през Нарва. През юни 1944 г., по време на освобождението на районите северно от Ленинград и последвалото нападение над Финландия, Леонид Говоров е повишен в званието маршал на Съветския съюз. С настъплението на съветските войски югозападно от Ленинград през същата година, командва артилерията на армията, която освобождава Новгород, овладява Латвия, Естония и достига Полша. На 27 януари 1945 г., маршалът е удостоен със званието Герой на Съветския съюз.

## Следвоенни години
След края на войната, Говоров е назначен за главнокомандващ на Лениградския военен окръг, а след това – за главен инспектор на сухопътните сили. През 1948 г. отговаря за войските за ПВО на СССР, а през 1952 г. става заместник-министър на отбраната. Под негово ръководство е проведена модернизацията на съветската противовъздушна отбрана, в ерата на реактивните самолети и атомната бомба. По същото време обаче, маршалът страда от хронична сърдечна болест и умира на 19 март 1955 г.
След смъртта си, Леонид Александрович Говоров е кремиран и праха му се съхранява в урна в Кремълската стена на Червения площад в Москва. В негова памет днес има кръстени парк и улица в Санкт Петербург.

## Награди
- Герой на Съветския съюз (1945 г.)
- Пет ордена „Ленин“ (1941, 1942, 1945 – 2 пъти и 1947 г.)
- Орден „Победа“ (1945 г.)
- Три ордена „Червено знаме“ (1921, 1944 и 1950 г.)
- Два ордена „Суворов“ – I степен (1943 и 1944 г.)
- Орден „Кутузов“ – I степен (1944 г.)
- Орден „Червена звезда“ (1940 г.)
- Орден на Републиката (1942 г. – Тува)
- Орден на Почетния легион (Франция)
- Орден на Легиона на честта – степен на главнокомандващ (САЩ)
- Военен кръст 1939 – 1945 г. (на френски: Croix de Guerre 1939 – 45) (Франция)
- Медал „XX години РККА“
- Медал „За отбраната на Ленинград“
- Медал „За отбраната на Москва“
- Медал „За Победата над Германия във Великата Отечествена война 1941 – 1945 г.“
- Медал „В чест на 800-години Москва“
- Медал „30 години Съветска армия и флот“
- Други